# Mosty Kalińskie
Mosty Kalińskie – rezerwat przyrody położony na terenie gminy Zielonka, powiat wołomiński, w środkowej części województwa mazowieckiego. Rezerwat krajobrazowy, którego celem jest ochrona i zachowanie fragmentu doliny rzeki Długiej wraz z bogactwem siedlisk otwartych i leśnych.

## Opis
Rezerwat przyrody „Mosty Kalińskie” utworzony został 4 czerwca 2015 na mocy zarządzenia Regionalnego Dyrektora Ochrony Środowiska w Warszawie z dnia 14 maja 2015. Rezerwat znajduje się na gruntach będących własnością Skarbu Państwa, administrowanych przez Regionalną Dyrekcję Lasów Państwowych w Warszawie, Nadleśnictwo Drewnica. Położony jest na terenie poligonów wojskowych w Lasach Okuniewsko-Rembertowskich i zajmuje teren o powierzchni 201,4409 ha. Na odcinku ok. 3 km, między miejscowościami Ossów i Okuniew, znajduje się dolina niewielkiej rzeki Długiej. Dolina ma od 300 do 700 m szerokości, jest podmokła i płytka. Wzdłuż obrzeży, miejscami, ciągną się niskie wydmy porosłe borem sosnowym.

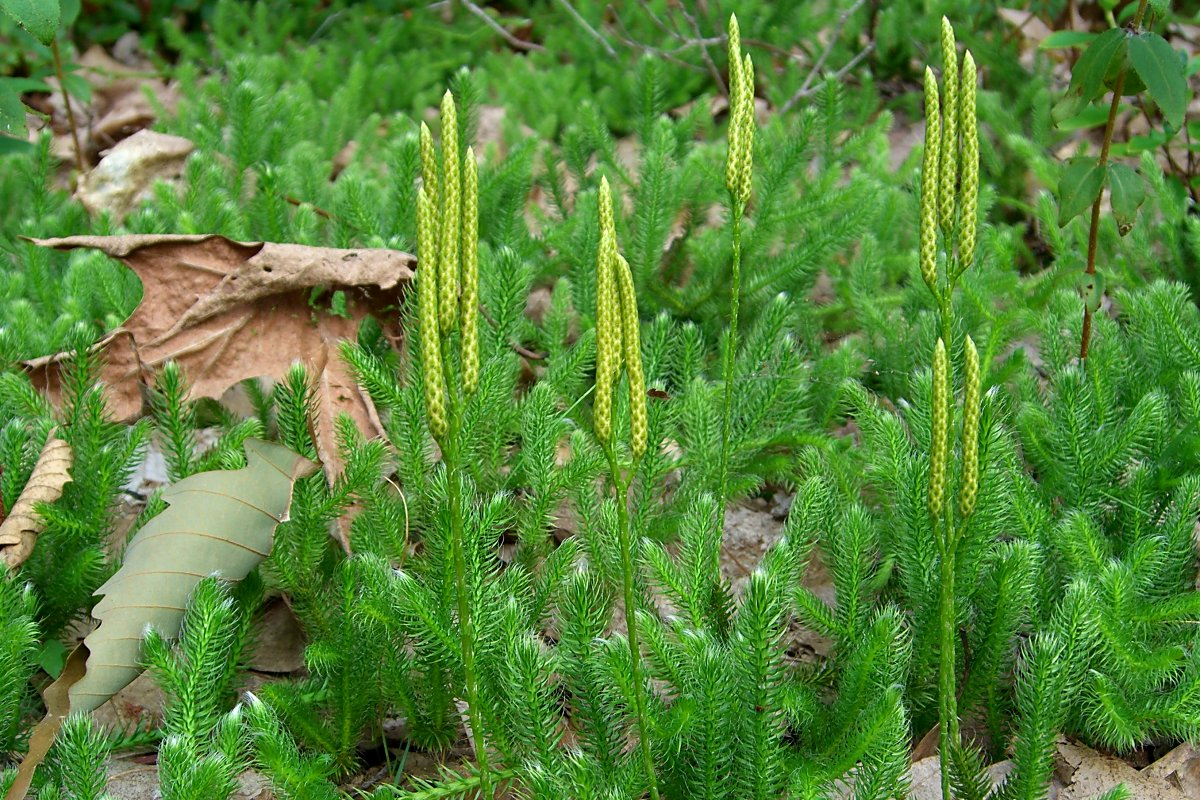
Widłak goździsty

Dawniej w tej okolicy znajdowały się wsie Kaleń, Mamki i Dembe Małe, które zostały wysiedlone pod koniec XIX w., a na tym terenie utworzono carski Rembertowski Poligon Artyleryjski. Nazwa uroczyska Kalińskie Mosty jest pozostałością po jednej z nich. Zachowały się tam także lasy łęgowe z okazami starych  olch, wiązów, wierzb jesionów i lip drobnolistnych, lasy te są unikalne w skali całego Mazowsza. Zbiorowiska leśne zajmują ok. 70% rezerwatu. W większości stanowią naturalne drzewostany: łęgi wiązowo-jesionowe, łęgi wierzbowe i topolowe. W południowej części obszaru występuje ols porzeczkowy, w północno-wschodniej części rezerwatu, z łęgami sąsiadują zbiorowiska grądowe. Na krańcach doliny, po obu stronach, są głównie mieszane bory, w których runie obecny jest widłak goździsty. Nad rzeką Długą znajdują się lasy, gdzie w piętrze krzewów przeważa kruszyna pospolita, występuje również leszczyna pospolita, porzeczka czerwona, czeremcha zwyczajna, kalina koralowa. Występują tam również pnącza kielisznika zaroślowego, chmielu oraz kolczurki klapowanej. Pozostały teren porastają  czyżnie i zarośla łozowe. Wzdłuż koryta rzeki obecne są zbiorowiska otwarte: trzcinowe, mannowe, szuwary wielkoturzycowe, ziołorośla, są też niewielkie połacie zarastających łąk, na których występuje rzadki czarcikęsik Kluka, który wpisany jest do Polskiej Czerwonej Księgi Roślin a także kukułka szerokolistna. W rezerwacie zarejestrowano 23 gatunki roślin chronionych, 351 roślin naczyniowych oraz 11 gatunków mchów.

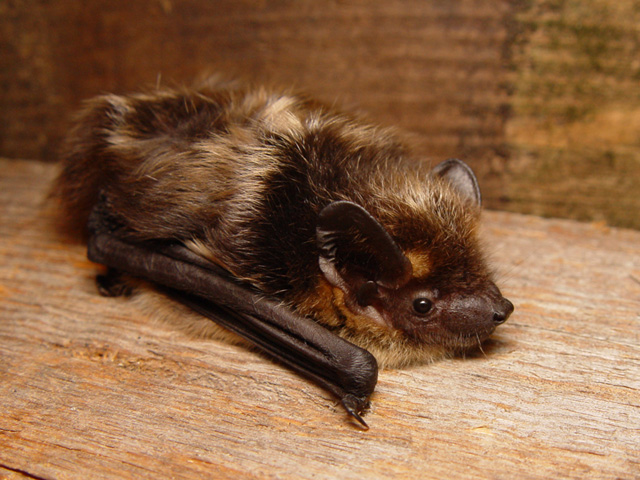
Mroczek pozłocisty

Na terenie rezerwatu występuje około 50 gatunków ptaków, z czego 40 to gatunki lęgowe, takie jak żuraw, bocian czarny, krogulec, jastrząb, puszczyk, dzięcioł średni, dzięcioł czarny, brodziec samotny, derkacz zwyczajny, słonka zwyczajna i bekas kszyk. Ssaki reprezentowane są tu m.in. przez łosie, dziki, wydry i bobry. Występuje także bardzo rzadki w skali kraju gatunek ssaka: nietoperz mroczek pozłocisty objęty ochroną gatunkową. Unikalnym gatunkiem jest też niewielki gryzoń smużka leśna. Wśród płazów występuje w rezerwacie ropucha szara, rzekotka drzewna, żaba jeziorkowa, żaba trawna a z gadów żmija zygzakowata, zaskroniec, jaszczurka zwinka, padalec. Faunę bezkręgowców stanowi 25 gatunków motyli dziennych. Zarejestowano występowanie modraszka amandusa, a także ważki świteziankę błyszczącą i świteziankę modrą.